# David Zwilling
David Zwilling (* 24. August 1949 in Abtenau, Salzburg) ist ein ehemaliger österreichischer Skirennläufer. Er startete von 1969 bis 1975 im Skiweltcup, gewann zwei Riesenslaloms und belegte 1973 den zweiten Platz im Gesamtweltcup. Seine größten Erfolge feierte er bei den Weltmeisterschaften 1974. Er wurde Weltmeister in der Abfahrt und gewann die Silbermedaille im Slalom.

## Biografie
Zwilling begann schon früh mit dem Skilauf und kam als Zehnjähriger zum USV Abtenau. Nachdem er 1968 einen FIS-Riesenslalom in Åre gewonnen hatte, wurde er in die Nationalmannschaft des Österreichischen Skiverbandes (ÖSV) aufgenommen. Bei seinem ersten Weltcuprennen, dem Riesenslalom am Chuenisbärgli in Adelboden am 6. Jänner 1969, belegte er (mit Start-Nr. 42) den neunten Platz. In der Saison 1969/70 erreichte Zwilling Top-10-Plätze in allen Disziplinen, bei den Weltmeisterschaften in Gröden kam er aber nur im Riesenslalom zum Einsatz und belegte den 13. Rang.
Der Durchbruch gelang Zwilling im Winter 1970/71. Am 5. Jänner stand er im Riesenslalom von Berchtesgaden als Dritter erstmals auf dem Podest, beim Saisonfinale feierte er im Riesenslalom von Åre seinen ersten Weltcupsieg. Im Slalom fuhr der Abtenauer viermal auf den vierten Platz. Damit belegte er jeweils als bester Österreicher den siebenten Rang im Gesamtweltcup und Platz fünf im Riesenslalomweltcup. In der Slalomwertung wurde er Achter. Im selben Winter wurde er auch Österreichischer Meister im Riesenslalom und in der Kombination. Zu Beginn der Saison 1971/72 war Zwilling nicht voll in Form und kam nur einmal unter die besten zehn. Bei den Olympischen Winterspielen 1972 im japanischen Sapporo erreichte er dann auch keine Spitzenplätze und wurde Siebenter im Riesenslalom sowie im Slalom. Nach den Spielen kam er im Riesenslalom von Heavenly Valley zu seinem einzigen Podestplatz in diesem Winter. Seinen österreichischen Riesenslalomtitel konnte er erfolgreich verteidigen. Er schien Mitte April 1972 einen in nur einem Durchgang ausgetragenen Riesenslalom am Tonelepass (Region Trient) gewonnen zu haben, bei dem es aber noch ein Nachspiel gab, denn es wurde am nächsten Tag doch ein zweiter Lauf gefahren. Und nun war Zwilling in der Endabrechnung Zweiter hinter Landsmann Hans Hinterseer. Am 11. August 1972 konnte er bei Thredbo einen Slalom vor dem Japaner Masami Ichimura, Hans Hinterseer und Alfred Matt gewinnen.
Die Saison 1972/73 begann Zwilling mit seinen einzigen beiden Podestplätzen in der Abfahrt, die zudem überraschend kamen: Am 10. Dezember in Val-d’Isère übernahm er mit hoher Startnummer die Führung, wurde dann noch von seinem Teamkollegen Reinhard Tritscher mit Nr. 45 abgefangen. Am 15. Dezember in Gröden wurde er mit Nr. 35 Dritter hinter Roland Collombin und Karl Cordin. Zwilling feierte am 19. Dezember im Riesenslalom der 3-Tre-Rennen von Madonna di Campiglio seinen zweiten Weltcupsieg. Im weiteren Saisonverlauf konnte er sich vor allem in den Abfahrten, aber auch im Slalom und Riesenslalom oftmals unter den besten fünf klassieren. Damit erreichte er 15 Punkte hinter Gustav Thöni den zweiten Platz im Gesamtweltcup und punktegleich mit Franz Klammer den vierten Rang in der Abfahrtswertung.
In der Saison 1973/74 konnte sich Zwilling zunächst in allen Disziplinen unter den besten sechs klassieren. Am 20. Jänner erzielte er in Wengen seinen einzigen Podestplatz im Slalom. Die Weltmeisterschaften 1974 in St. Moritz begannen für den damals 24-Jährigen mit einer Disqualifikation im Riesenslalom, wodurch er auch die Chance auf eine Kombinationsmedaille verlor. Als Medaillenkandidat in der Kombination hatte er im österreichischen Team einen fixen Startplatz in allen Disziplinen gehabt, doch nach seinem Ausfall im Riesenslalom musste er sich für einen Start in der Abfahrt erst in einer ÖSV-internen Ausscheidung beweisen. Zwilling gewann diese Qualifikation und feierte am nächsten Tag den größten Erfolg seiner Karriere: Mit über einer Sekunde Vorsprung auf Franz Klammer wurde er Weltmeister in der Abfahrt. Tags darauf gewann er auch noch hinter Gustav Thöni die Silbermedaille im Slalom. In diesem Winter holte er auch seinen vierten österreichischen Meistertitel, diesmal im Slalom. Im Dezember wurde er zu Österreichs Sportler des Jahres 1974 gewählt.
Im Winter 1974/75 konnte Zwilling nicht an frühere Leistungen anschließen. In einem Einzelrennen kam er nur in der Abfahrt von St. Moritz unter die besten Zehn; mit dem zweiten Platz in der Kombinationswertung von Wengen gelang ihm das letzte Spitzenresultat. Nachdem er sich zu Beginn des nächsten Winters bei einem Sturz in Val-d’Isère eine Bänderzerrung im Knöchel zugezogen hatte, beendete er seine Karriere. Später war er kurze Zeit Mitglied der Rennsportkommission des ÖSV.

## Privates
Zwilling ist verheiratet und hat zwei erwachsene Kinder. Seit Ende seiner aktiven Sportlerkarriere ist er als Gründer und Leiter mehrerer Unternehmen tätig. 1999 wurde er mit dem Goldenen Ehrenzeichen für Verdienste um die Republik Österreich ausgezeichnet.
Am 9. Juni 2010 wurde seine drei Monate alte Enkeltochter Nora von einer etwa 35 Jahre alten Frau in einem Einkaufszentrum in Salzburg entführt. Nach fünf Stunden konnte Nora auf einem Parkplatz im bayrischen Ort Unterwössen gefunden werden.
Gemeinsam mit Johannes Aschauer und Otto Klär war David Zwilling im Jahr 2010 auf einer 4500 km langen Pilgerreise zu Fuß unterwegs von Arbing nach Jerusalem. Er mitbegründete den Jerusalemweg.
Mit der Künstlerin Gudrun Kargl von Göss initiierte er 2011 im Großgmainer Marienheilgarten den „Stern der Liebe“ als Projekt für den Weltfrieden.

## Erfolge

### Olympische Spiele
- Sapporo 1972: 7. Riesenslalom, 7. Slalom

### Weltmeisterschaften
- Gröden 1970: 13. Riesenslalom
- Sapporo 1972 : 7. Riesenslalom, 7. Slalom
- St. Moritz 1974: 1. Abfahrt, 2. Slalom

### Weltcup
Weltcupwertungen:
- Saison 1970/71: 7. Gesamtweltcup, 8. Slalom, 5. Riesenslalom
- Saison 1971/72: 6. Riesenslalom
- Saison 1972/73: 2. Gesamtweltcup, 4. Abfahrt, 8. Slalom, 7. Riesenslalom
- Saison 1973/74: 7. Gesamtweltcup, 8. Abfahrt, 9. Slalom

Insgesamt acht Podiumsplatzierungen, davon zwei Siege:
| Datum             | Ort                  | Land     | Disziplin    |
| ----------------- | -------------------- | -------- | ------------ |
| 13. März 1971     | Åre                  | Schweden | Riesenslalom |
| 19. Dezember 1972 | Madonna di Campiglio | Italien  | Riesenslalom |

### Österreichische Meisterschaften
Zwilling wurde vierfacher Österreichischer Meister:
- Slalom: 1974
- Riesenslalom: 1971, 1972
- Kombination: 1971

## Auszeichnungen
- Österreichs Sportler des Jahres: 1974
- Goldenes Ehrenzeichen für Verdienste um die Republik Österreich: 1999